# Jan van Oudheusden
Korporaal Johannes Martinus Petrus van Oudheusden (Tilburg, 10 januari 1906 - aldaar, 20 februari 1943) was een Nederlands militair die tijdens de Duitse inval in Nederland in de meidagen van 1940 als ziekenverzorger werkte bij de 13de batterij luchtdoelartillerie bij het vliegveld Ypenburg.
Bij Koninklijk Besluit Nr. 6 van 19 juli 1946 werd de dienstplichtig korporaalziekenverpleger Van Oudheusden postuum benoemd tot Ridder Militaire Willems-Orde 4e klasse:

Heeft zich in de strijd door het bedrijven van uitstekende daden van moed, beleid en trouw onderscheiden door op 10 Mei 1940 nabij het vliegveld Ypenburg als ziekenverzorger bij de 13e Batterij Luchtdoelartillerie met zeer veel zelfopoffering gewonden te verzorgen onder hevig vijandelijk vuur; hij is daarmede doorgegaan ondanks de door hem ondergane ernstige mishandelingen door een Duitscher. Voorts heeft hij zich in het vijandelijk vuur begeven om te trachten den vijand te bewegen niet op een keet te schieten, waar hij gewonden een ligplaats had verschaft. Hij is enkele jaren later aan de gevolgen van de bovenvermelde mishandelingen overleden.

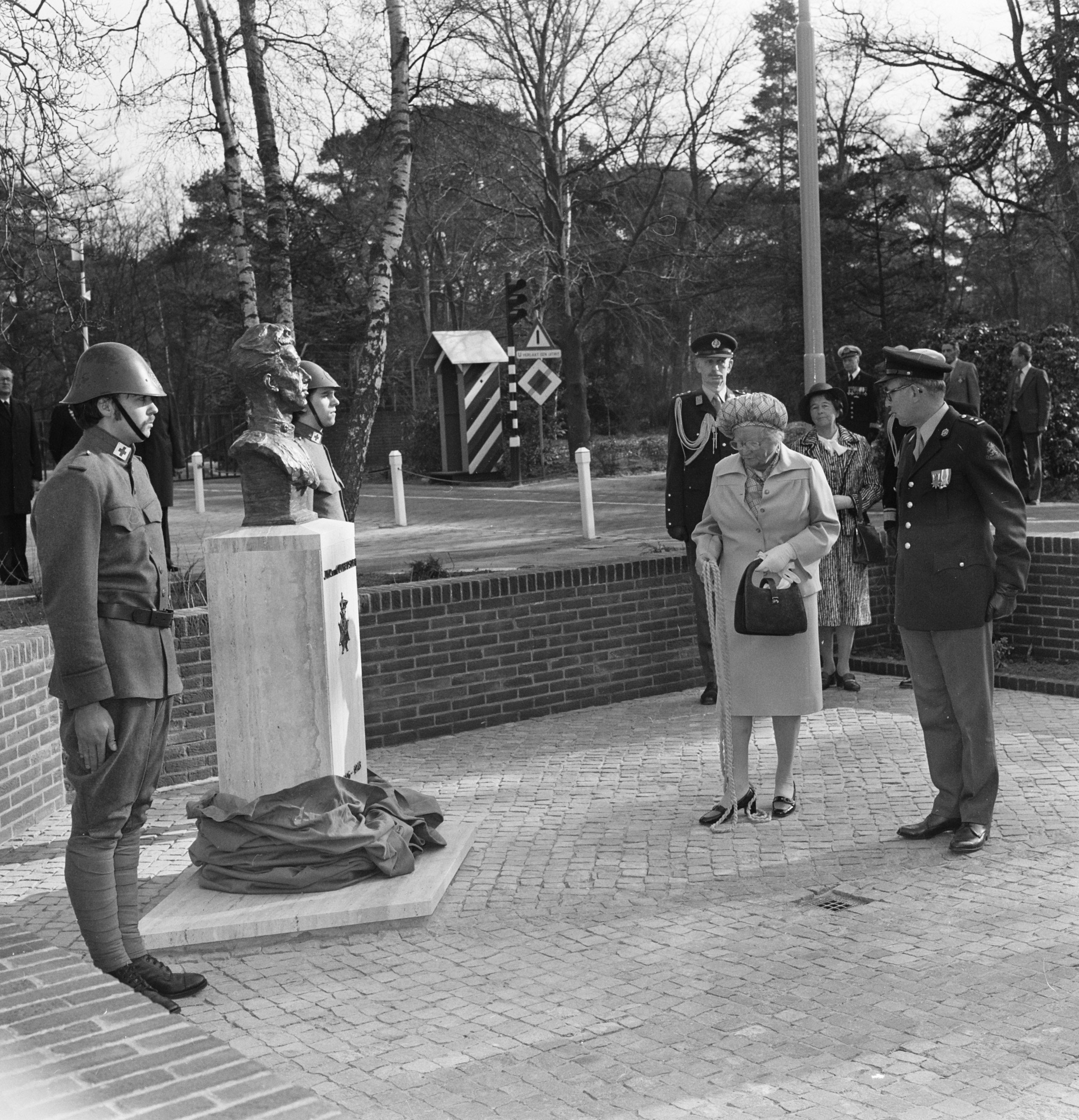
Juliana onthult het borstbeeld van Van Oudheusden (1979)
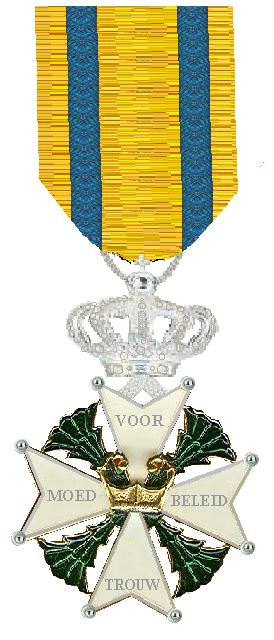
MWO.4

Het Regiment Geneeskundige Troepen houdt haar jaarlijkse herdenking bij het graf van de korporaal op het militair ereveld Grebbeberg.
Het voormalig Marine-opleidingskamp in Hilversum is door koningin Juliana op 10 april 1979 omgedoopt tot Korporaal Van Oudheusdenkazerne.